# Vår julskinka har rymt
"Vår julskinka har rymt" är en svenskspråkig julsång från 1988, sjungen av Werner och Werner (Åke Cato och Sven Melander) och släppt på singel samma år. Detta blev 1988 års mest sålda singel i Sverige, fastän den utkom sent under året. Sången handlar om att julskinkan, det vill säga grisen, har rymt på julafton.
Melodin låg på Svensktoppen i tre veckor under perioden 11 december 1988-8 januari 1989, med femte, tredje respektive femteplats som resultat där. Upphovsman är Billy Butt.

## Listplaceringar
| Lista (1988, 2006-2007, 2010) | Position |
| ----------------------------- | -------- |
| Sverige                       | 5        |

### Fotnoter
1. ↑  Information i Svensk mediedatabas.
2. ↑  Svensktoppen - 1988
3. ↑  Listplacering, läst 29 december 2013
4. ↑  Listplacering, läst 29 december 2013